# Los cinco de Cambridge

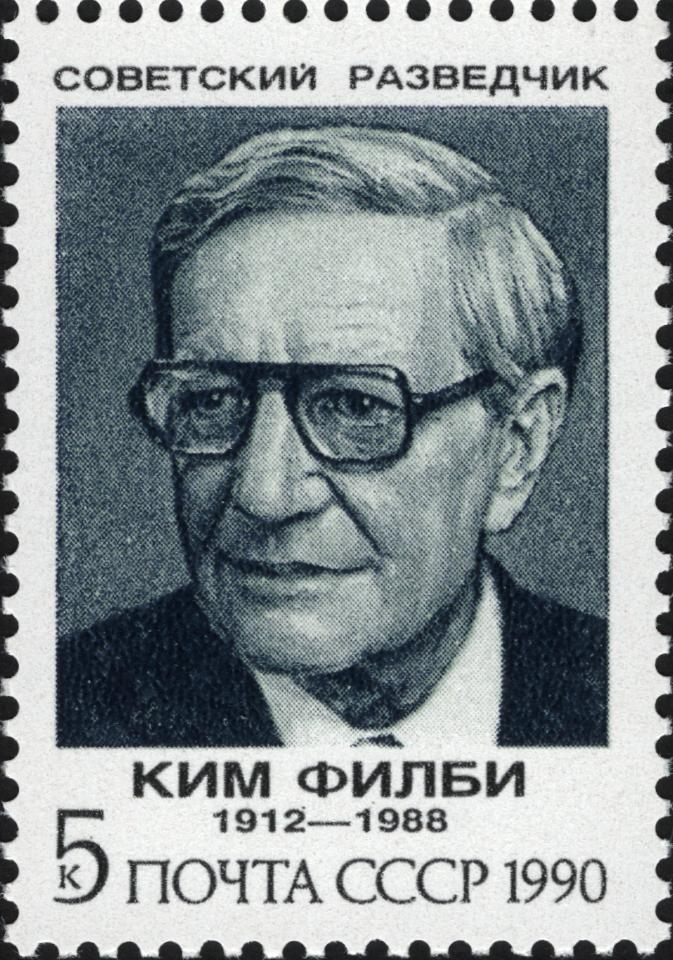
Kim Philby

Se conoce como Los cinco de Cambridge o Círculo de Cambridge a un grupo  de espías británicos reclutados por la Unión Soviética en el Trinity College de la Universidad de Cambridge (Inglaterra) y que pasaron información durante la Segunda Guerra Mundial y hasta principios de la década de los 50 del siglo XX. Sus miembros fueron Kim Philby (nombre en clave: "Stey"), ) Donald Maclean («Homer»), Guy Burgess («Hicks») y Anthony Blunt («Tony» y «Johnson») e, hipotéticamente, John Cairncross («Liszt»), quien nunca reconoció haber pertenecido a este grupo de espías. Se infiltraron en la sociedad británica como «topos», en la jerga de los servicios secretos.

## Historia

Emblema del KGB.

Fueron reclutados por el NKVD, futuro KGB, durante los años treinta del siglo XX en la sociedad secreta de los Apóstoles de la Universidad de Cambridge. El entusiasmo por cualquier actividad antifascista hizo a muchos jóvenes entrar entonces en el Partido Comunista, pero otros optaron por trabajar menos al descubierto, y los soviéticos formaron con ellos una red de agentes en las facultades de las universidades del Trinity College (Cambridge) y del King’s College, Cambridge. Algunos otros, también de la Sociedad de los Apóstoles, fueron acusados de espiar para los soviéticos, además de esos cinco, Michael Whitney Straight, Nathaniel Rothschild y Guy Liddell. Durante mucho tiempo no se supo quién era el quinto espía, y se discutió mucho sobre quién pudo ser, acusándose a Sir Roger Hollis (1905-1973) e incluso al filósofo Ludwig Wittgenstein, pero al fin se averiguó que fue Cairncross. El grupo se infiltró en el MI5, el MI6, el Foreign Office y el Ministerio de la Guerra, y secretos de Estado fueron llegando a Moscú, también desde la Embajada en Washington, donde trabajaron varios de ellos. Kim Philby murió en Moscú en 1988, veinticinco años después que Burgess y cinco más tarde que Maclean. El historiador de arte Anthony Blunt falleció en el Reino Unido en 1983. John Cairncross fue el último en morir, en 1995.
Entre 1944 y 1955, el coronel de la KGB Yuri Modin controló la información facilitada a la URSS por los cinco de Cambridge, sobre la que luego escribió un libro. Su trabajo ha inspirado numerosas novelas, películas y series de televisión de espionaje; entre las novelas, El tercer hombre y El factor humano, de Graham Greene, amigo personal de Philby, o El topo (Tinker, tailor, soldier, spy) y Un espía perfecto, de John le Carré, por ejemplo, o, sobre la vida de Anthony Blunt, El intocable, de John Banville, y entre las piezas teatrales, Another Country, del dramaturgo inglés Julian Mitchell, inspirada en Guy Burgess, que fue llevada al cine por Marek Kanievska en 1984.
Se ha especulado sobre la posibilidad de que Ludwig Wittgenstein hubiera reclutado agentes para la Unión Soviética en Cambridge, según la teoría de Kimberley Cornish en su libro The Jew of Linz (1998). Sus teorías sobre esto y sobre la influencia de Wittgenstein sobre Hitler son poco aceptadas.

## Miembros

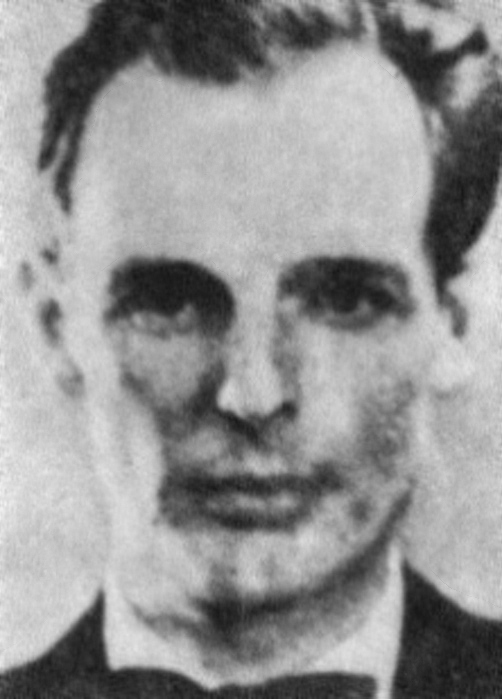
Uno de los miembros de los cinco de Cambridge: Donald Maclean.

- Kim Philby (1912-1988), «Stanley» de nombre en clave, fue enviado al bando nacional durante la guerra civil española bajo la tapadera de periodista por libre. Se sospechó de él por su amistad con Burgess, pero salió airoso de los interrogatorios y desertó a la URSS en 1963. Fue el infiltrado o «topo» más eficaz, pese a que Stalin creía que era un triple agente. Mientras espiaba decididamente para los soviéticos, ascendía en el escalafón del MI6 y, paradójicamente, llegó a ser jefe del servicio de contraespionaje frente a los soviéticos. En 1949 fue destinado a Washington con un puesto extraordinario: enlace entre el espionaje inglés y la CIA. Desde allí informó a los soviéticos de un plan en curso para el envío de combatientes anticomunistas a Albania.

- Guy Burgess (1911-1963), conocido como «Hicks» en clave, se infiltró en el MI5 (el servicio de inteligencia británico dedicado a la seguridad nacional) y transmitió a los soviéticos documentos secretos de la estrategia militar occidental. Era el más inteligente de todos, el más culto e intelectual. Huyó a la URSS junto a Maclean en 1951, aunque no estaba bajo sospecha.

- Donald Maclean (1913-1983), «Homer» como nombre en clave y diplomático, estaba a punto de ser interrogado tras visitar repetidamente la embajada soviética en Nueva York. Sin embargo, le alertó una llamada misteriosa, y escapó junto a Burgess. Se cree que sus servicios contribuyeron al bloqueo de Berlín. La KGB lo condecoró.

- Anthony Blunt (1907-1983), «Johnson» en clave, era un historiador del arte, responsable durante decenios de la pinacoteca real, primero durante el reinado de Jorge VI y luego durante el de Isabel II. Fue denunciado en 1964, pero evitó la cárcel a cambio de su colaboración con los servicios de espionaje, que le concedieron inmunidad. Aunque la reina fue informada, no lo fue el primer ministro de la época, sir Alec Douglas-Home. En 1979, sin embargo, Margaret Thatcher, primera ministra, denunció ese encubrimiento y se hizo pública su desafección. Se publicaron sus memorias varios años después de su muerte. Reclutó al estadounidense Michael Straight, el hombre que acabaría denunciándolo a él mismo en 1964.

- John Cairncross (1913-1995); su identidad no trascendió hasta 1990. Un desertor soviético del KGB lo delató y confesó en 1951; su declaración se mantuvo en secreto e incluso se le permitió exiliarse; nunca reconoció públicamente ser el quinto hombre.